# UHC Lok Reinach
UHC Lok Reinach är en innebandyklubb i Reinach i Schweiz, som bildades 1987. Svensken Jimmy Gustafsson spelade för klubben 2011 och bland andra Thomas Armandt har ett förflutet i klubben.